# Grote Prijs Raf Jonckheere 1964
De 14e editie van de Belgische wielerwedstrijd Grote Prijs Raf Jonckheere werd verreden op 27 juli 1964. De start en finish vonden plaats in Westrozebeke. De winnaar was Georges Van Den Berghe, gevolgd door Roger Baguet en Marcel Ongenae.

## Uitslag
| Grote Prijs Raf Jonckheere 1964 |                        |                |      |
| Plaats                          | Naam                   | Ploeg          | Tijd |
| Winnaar                         | Georges Van Den Berghe | Flandria-Roméo |      |
| 2                               | Roger Baguet           | Solo-Superia   |      |
| 3                               | Marcel Ongenae         | Flandria-Roméo |      |

1951 · 1952 · 1953 · 1954 · 1955 · 1956 · 1957 · 1958 · 1959 · 1960 · 1961 · 1962 · 1963 · 1964 · 1965 · 1966 · 1967 · 1968 · 1969 · 1970 · 1971 · 1972 · 1973 · 1974 · 1975 · 1976 · 1977 · 1978 · 1979 · 1980 · 1981 · 1982 · 1983 · 1984 · 1985 · 1986 · 1987 · 1988 · 1989 · 1990 · 1991 · 1992 · 1993 · 1994 · 1995 · 1996 · 1997 · 1998 · 1999 · 2000 · 2001 · 2002 · 2003 · 2004 · 2005 · 2006 · 2007 · 2008 · 2009 · 2010 · 2011 · 2012 · 2013 · 2014 · 2015 · 2016 · 2017 · 2018 · 2019 · 2020 · 2021 · 2022